# Етиопски козорог
Етиопски козорог (Capra walie) је врста сисара из реда папкара (Artiodactyla), фамилије шупљорожаца (Bovidae) и рода коза.

## Угроженост
Ова врста се сматра угроженом.

## Распрострањење
Врста је присутна у Етиопији.

## Станиште
Станиште врсте су планине.